# Kutiyattam
Koodiyattam (malayalam) è una forma d'arte tradizionale nello stato del Kerala, in India. È una combinazione dell'antico teatro sanscrito con elementi di Koothu, un'antica arte performativa dell'era Sangam. È ufficialmente riconosciuto dall'UNESCO come Capolavoro del Patrimonio Orale e Immateriale dell'Umanità.

## Stile
Tradizionalmente, il koodiyattam è stato eseguito da Chakyars (una sottocasta degli indù del Kerala) e da Nangyaramma (donne della casta Ambalavasi Nambiar). Si pensa che il nome "koodiyattam", che significa suonare o esibirsi insieme, si riferisca alla presenza di più attori sul palco che agiscono al ritmo dei percussionisti mizhavu. In alternativa, potrebbe anche essere un riferimento a una pratica comune nel dramma sanscrito in cui un singolo attore che ha recitato da solo per diverse sere è affiancato da un altro.
L'attore principale è un Chakyar che esegue i rituali koothu e koodiyattam all'interno del tempio o nel koothambalam. Le donne Chakyar, Illotammas, non sono autorizzate a partecipare. Invece, i ruoli femminili sono interpretati da Nangyaramma. Le esibizioni del Koodiyattam sono spesso lunghe ed elaborate e vanno dalle 12 alle 150 ore distribuite su più notti. Una performance completa di Koodiyattam è composta da tre parti. Il primo di questi è il purappadu in cui un attore esegue una strofa mentre danza. Segue il nirvahanam in cui l'attore, usando abhinaya, presenta lo stato d'animo del personaggio principale dell'opera. Poi c'è il nirvahanam, una retrospettiva, che porta il pubblico fino al punto in cui inizia lo spettacolo vero e proprio. La parte finale dello spettacolo è il koodiyattam, che è lo spettacolo stesso. Mentre le prime due parti sono atti solisti, il koodiyattam può avere tutti i personaggi necessari per esibirsi sul palco.
Gli anziani della comunità Chakyar tradizionalmente insegnavano questa forma d'arte ai loro giovani. È stato eseguito solo da Chakyars fino agli anni '50. Nel 1955, Guru Mani Madhava Chakyar eseguì per la prima volta Kutiyattam fuori dal tempio; per questa esibizione dovette affrontare molti problemi da parte della comunità intransigente di Chakyar.
Nel 1962, sotto la guida dello studioso d'arte e sanscrito V. Raghavan, il sanscrito Ranga di Madras invitò Guru Mani Madhava Chakyar a eseguire koodiyattam a Chennai. Così per la prima volta nella storia il koodiyattam fu eseguito fuori dal Kerala. Per tre notti hanno presentato scene di koodiyattam dalle commedie Abhiṣeka, Subhadrādhanañjaya e Nāgānda.

## Strumenti
Tradizionalmente, i principali strumenti musicali utilizzati nel koodiyattam sono il mizhavu, il kuzhitalam, l'edakka, il kurumkuzhal e il sankhu. Il mizhavu, il più importante di questi, è uno strumento a percussione suonato da una persona della casta Ambalavas Nambiar, accompagnato da una persona della casta Nangyaramma che suona il kuzhithalam (un tipo di piatto).